# ビューレン (ヴェストファーレン)

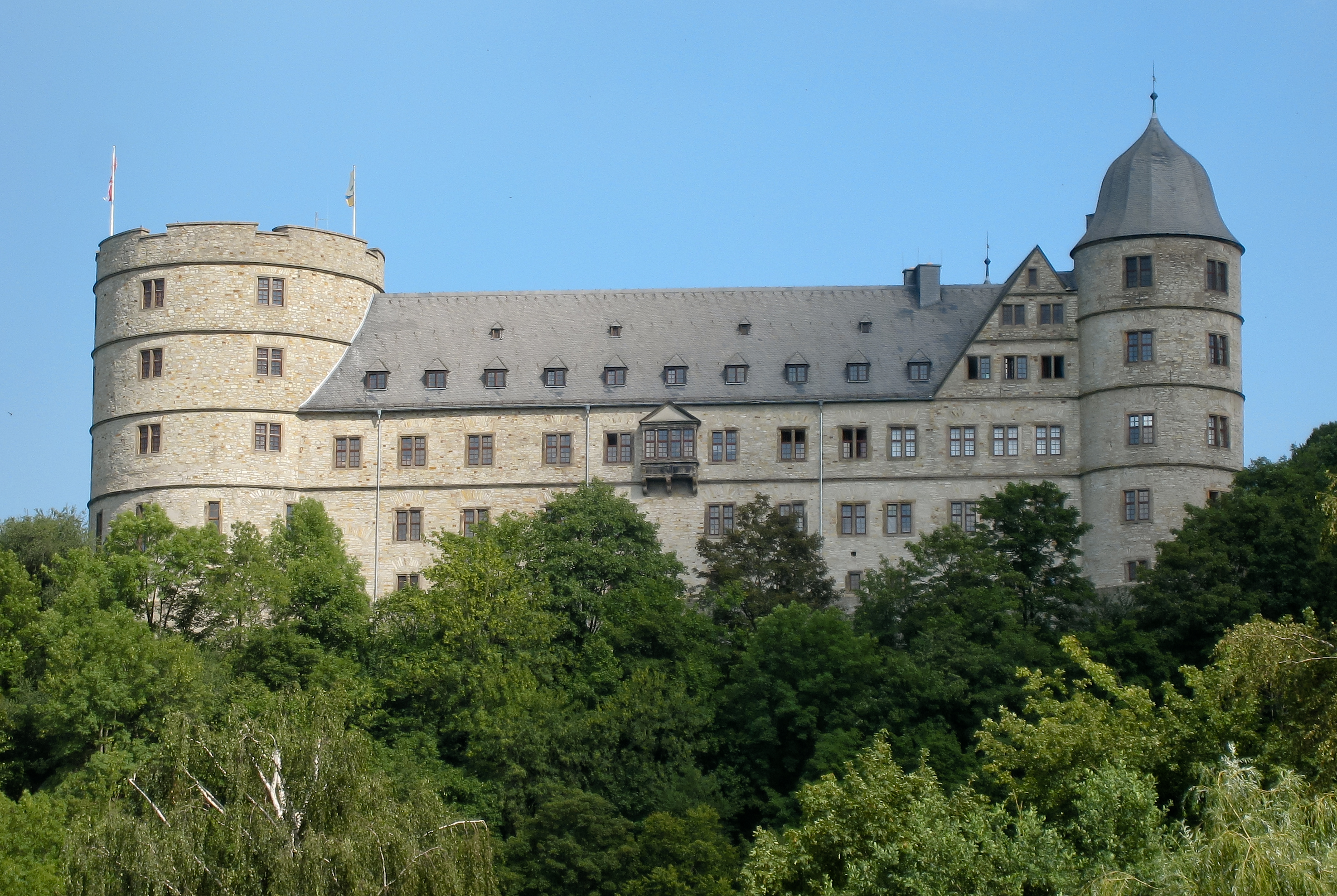
ビューレン市の象徴的建造物ヴェーヴェルスブルク城

ビューレン (ドイツ語: Büren, ドイツ語発音: [ˈbyːrən] ( 音声ファイル)) は、ドイツ連邦共和国ノルトライン＝ヴェストファーレン州デトモルト行政管区のパーダーボルン郡南部の市である。ビューレン市は1974年までビューレン郡の郡庁所在地であった。パーダーボルン/リップシュタット空港が市内にある。

## 地理

### 位置
ビューレンは、オストヴェストファーレン＝リッペ地方の南西端、ザウアーラントの北に位置する。また、パーダーボルン高地の南西端、ビューレナー・ラント（ビューレン地方）中心であるジントフェルトの西にあたる。本市内でアフテ川がアルメ川に合流する。市域は海抜 190 m から 360 m までに分布している。
本市はバート・ヴュネンベルク/ビューレン保養地域に含まれている。

## 地質学
本市の地盤は中生代と古生代の岩で形成されている。白亜紀前期のリューテナー砂岩などの砂岩や白亜紀後期の石灰岩（アンレヒテ岩など）および泥灰岩が広く分布している。この泥灰岩からなるパーダーボルン高地は、硬さにバラツキがあることと地層の陥没が特徴であり、ケスタ地形を形成している。この地形はシンクホールとドライバレー（河川の浸食以外の理由で形成された谷）を特徴とする。石炭紀後期の粘岩、シルト、砂岩といった古い岩石はアルメ川、ネッテ川、アフテ川の谷の斜面に見られる。これらの川の浸食が、白亜紀の地層よりも下の岩層を地表に露呈させたのである。こうした岩層は、古生代の終わりに造山活動によって褶曲した。氷期の堆積物である迷子石や堆積した黄土はわずかな地域に遺るだけである。特に際だっているのが、上記の川の水源域付近における地質史学的に新しい石灰華の形成である。
白亜紀後期の岩は、カルスト化傾向が強く、地下水の水路となっている。この地層は、石炭紀後期の岩が形成する水を通しにくい土台の上にある。浸透した地表水は岩の割れ目を流れ、ザルツコッテン＝ウプシュプルンゲおよびゲーセケで再び地上に湧出する。アルメ川のヴァイネから上流域やアフテ川流域全域は石炭紀の岩と白亜紀の岩との境界にあたり、その斜面から多くの水が湧き出している。これらはかつて飲料水として用いられていた。しかしカルスト化により地下水がほとんど濾過されずに地表に湧出するため、特に農業に利用することで硝酸塩蓄積などの問題が起こった。市は1983年から飲料水の 2/3 をアーバッハ堰から採取している。
前述のアンレヒテ岩やリューテナー砂岩は、他の石灰岩や泥灰岩と同様に、かつては石材や石灰およびセメント原料として採掘されていたが、やがて行われなくなっていった。

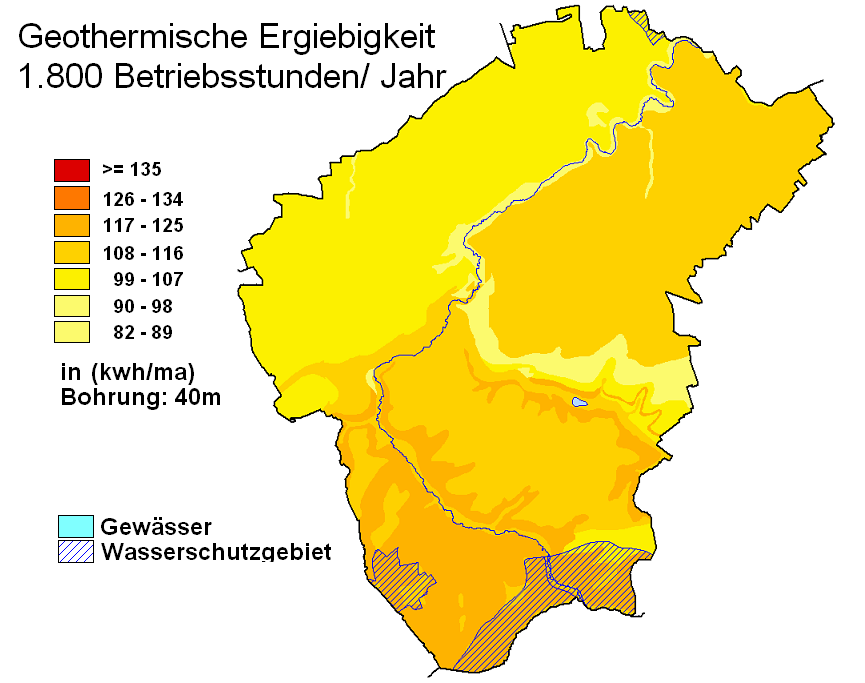
ビューレン市の地熱分布図

パーダーボルン高地には、氷期のブラウンエルデが広がっており、一部は黄土に囲まれている。平らなブラウンエルデは、急斜面の、しばしば石灰を豊富に含んだ直径10 - 30 cm のレンジナにつながっている。この地形は市北部のアウトバーン A44号線沿いや市南部に分布している。
レンジナはビューレン東部と西部の丘や背斜に硬い石灰石のケスタを形成している。ここは、乾燥しやすく、石が多く、耕作しにくい土地である。グレイゾルやスタグノゾルはシュタインハウゼンの南、ビューレンの東に広がっている。ジッディングハウゼンとリンゲルシュタインの森との間に張り出したザウアーラントの突出部は、泥土状でシルト質のブラウンエルデが占めている。ここは、石炭紀後期の珪酸塩を含む岩石で構成されており、風化した礫や石が多いローム質の斜面あるいは高地である。アルメ川やアフテ川の谷は川辺の草地で覆われている。小さな横谷には、地下水の水位が高いことで形成された低層湿地が一部広がっている。
ビューレンの市域は、地熱ゾンデによる地熱源やヒートポンプによる地熱採取については、「良好」から「極めて良好」な状態にある（右図参照）。

### 市域の広がりと土地利用
「クラインシュタット」（小都市、人口 1万人以下の都市）に分類される本市の面積は 170.99 km2 である。土地の多く、約 87.2 % を森林および農業用地が占め、住宅地および交通用地は約 12.4 % である。本市の南北の最大幅は約 18.8 km、東西のそれは約 17.1 km である。
| 土地用途別面積 | 農業用地 | 森林   | 宅地、空き地 産業用地 | 交通用地 | 水域  | スポーツ用地 および緑地 | その他 |
| -------------- | -------- | ------ | --------------------- | -------- | ----- | ----------------------- | ------ |
| 面積 (km2)     | 83.77    | 65.34  | 9.38                  | 10.39    | 0.68  | 1.41                    | 0.02   |
| 占有率         | 49.0 %   | 38.2 % | 5.5 %                 | 6.1 %    | 0.4 % | 0.8 %                   | 0.0 %  |

### 隣接する市町村
ビューレンは北から時計回りに、ザルツコッテン、バート・ヴュネンベルク（ともにパーダーボルン郡）、ブリーロン（ホーホザウアーラント郡）、リューテン、ゲーセケ（ともにゾースト郡）と境を接している。ホーホザウアーラント郡とゾースト郡はアルンスベルク行政管区に属している。

### 市の構成
ビューレン市の基本条例 §3 Abs. 1 によれば、本市は旧ビューレン市と1975年までアムト・ビューレンの独立した町村であった12の地区で構成されている。
| 地区名               | 地区名        | 人口（人） | 面積 (km2) | ビューレン市の市区図 |
| -------------------- | ------------- | ---------- | ---------- | -------------------- |
| アーデン             | Ahden         | 1,010      | 9.78       | ビューレンの市区図   |
| バルクハウゼン       | Barkhausen    | 160        | 6.15       | ビューレンの市区図   |
| ブレンケン           | Brenken       | 2,347      | 27.41      | ビューレンの市区図   |
| ビューレン           | Büren         | 8,780      | 26.43      | ビューレンの市区図   |
| アイックホフ         | Eickhoff      | 96         | 4.09       | ビューレンの市区図   |
| ハルト               | Harth         | 919        | 18.28      | ビューレンの市区図   |
| ヘーゲンスドルフ     | Hegensdorf    | 946        | 15.26      | ビューレンの市区図   |
| ジディングハウゼン   | Siddinghausen | 997        | 10.36      | ビューレンの市区図   |
| シュタインハウゼン   | Steinhausen   | 3,618      | 14.45      | ビューレンの市区図   |
| ヴァイベルク         | Weiberg       | 708        | 5.3        | ビューレンの市区図   |
| ヴァイネ             | Weine         | 544        | 6.88       | ビューレンの市区図   |
| ヴェーヴェルスブルク | Wewelsburg    | 2,178      | 28.48      | ビューレンの市区図   |

人口は2007年10月31日現在の数値である。

## 歴史

### 中世
都市が形成された1095年以前、ビューレンはすでに300年前からの農村であった。ビューレンは1095年に Buranon という名前で初めて史料に記録されている。この文書では、ビューレンの領主が都市建設を願い出ている。この村落はアルメ川の左岸（現在のメンケンベルク/ビュール）にあり、右岸は重要ではなかった。聖ガンゴルフに献堂された教会は、9世紀後半に創建されたと考えられている。メンケンベルクの十字架が、この教会と衰退した村落を思い起こさせる。
1150年頃ビューレンの領主によってアルメ川とアフテ川の合流点に城砦が築かれた。この城はヴィンターベルクおよびメーデバッハ北側に建造され、その後新たにパーダーボルン司教の高位の家臣であるシュヴァーレンベルク伯がいわゆるヴェーヴェルスブルク伯領のレーエン領主としてこの城に入った。
1195年にパーダーボルン司教とビューレン領主家との間でビューレン市の建設に関する協定が締結された。司教は都市施設建設に賛同し、防衛費を分担した。さらに貨幣鋳造権や関税権および様々な十分の一税徴税権を与えた。司教はこの街をレーエンとして遇し、開城権が文書で保証された。城の南側には約30件の住宅地があった。
1195年から1220年にビューレン市の最初の拡張がなされた。アルメ川とアフテ川の間の登り斜面の尾根に南北方向に3本の平行な通り（現在のローゼン通り、ブルク通り、ケーニヒス通り）が設けられ、これらを横切る通りで結ばれた。そこに教会墓地を有する聖ニコライ教会と市庁舎を有するマルクト広場のために2つの広い正方形の土地が確保された。地形上の理由から、市域はアルメ川およびアフテ川の谷の縁まで拡張され、これを囲む最終的には9本の塔で守りを固めた市壁が徐々に建設されていった。ビューレン市は1238年にリップシュタット都市権に基づき、体制を整備した。市の裁判官は周辺村落をも管轄した。
1243年にビューレン領主はシトー会ホルトハウゼン女子修道院を設立した。ここには現在フュルステンベルク家が住んでおり、ビューレン領主が埋葬されている。
パーダーボルン司教の文書は1252年に2つのビューレン新都市に言及している。この第二次の都市発展は上の門の南側、ジッディングハウゼンへ向かう通りの両側（現在のブルーフ通りとシャンツェとの間）を発展させた。市壁もこの頃に建設された。現存するリヴォニアのハンザ都市であるリガの1286年の取引帳簿は、ビューレンが1336年頃まで続くハンザ同盟の取引に活発に関与していることを示唆している。ベルント・フォン・ビューレンの仲介によってビューレン市民とパーダーボルン司教ジーモン3世ツーア・リッペとが和解した後、1490年に聖ゼバスティアン兄弟団が設立された。

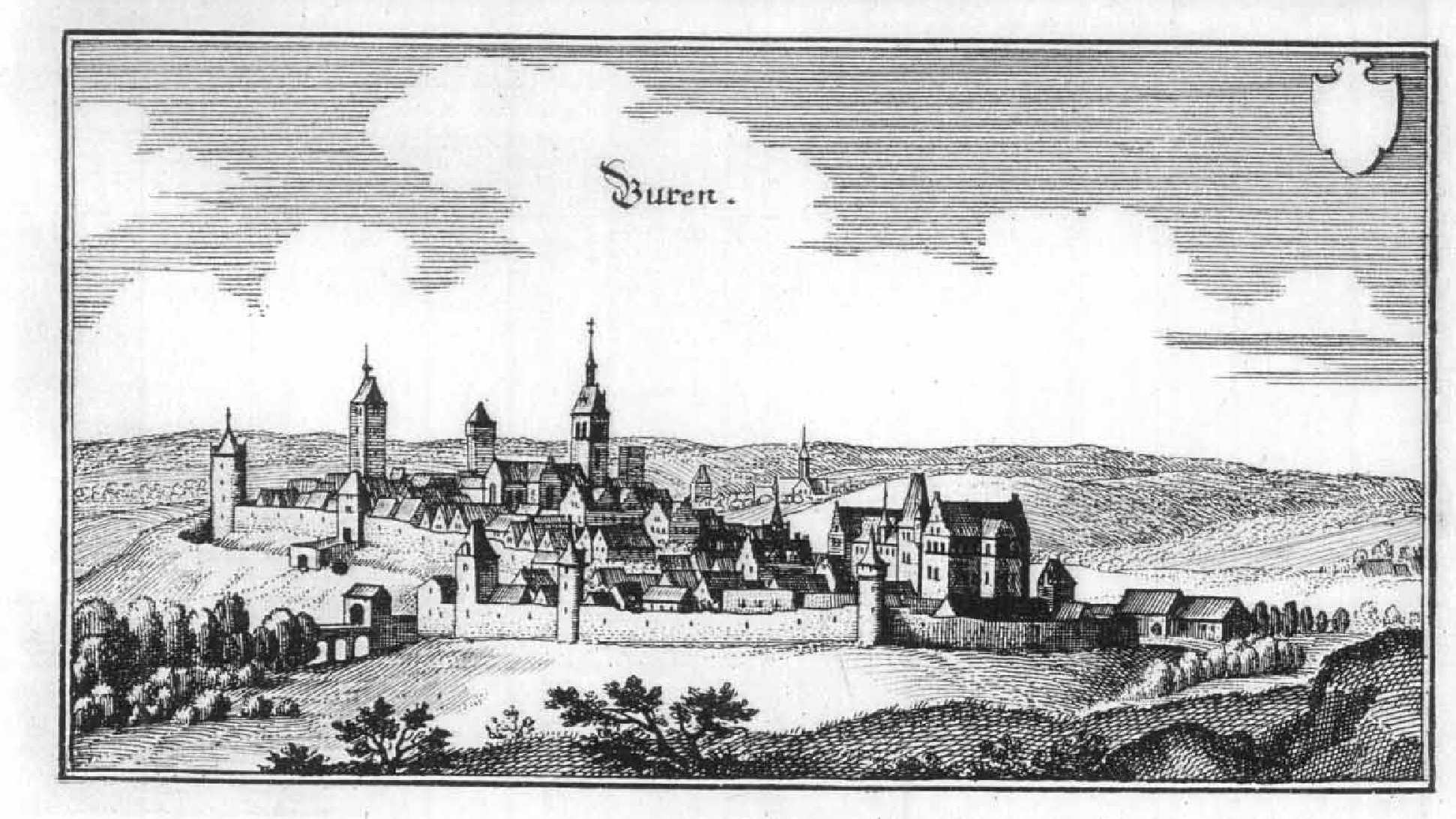
1647年に出版されたマテウス・メーリアンの銅版画に描かれたビューレン

### 近世
1588年に最初のビューレン上水道が稼働した。1661年に最後のビューレン家当主モーリッツ・フォン・ビューレンが死亡し、イエズス会が遺産としてビューレンの領主権を相続した。下の門（ブルク通り）に面したビューレン城は1717年から1728年までの間に取り壊された。1816年10月18日にミンデンの王政府の命令によってビューレン郡が創設された。1828年に第2の射撃協会「ビュルガーシュッツェンフェライン」がビューレンで発足した。オーベルンツードルフとニーデルンツドルフは1832年にパーダーボルン郡からビューレン郡に移管された。これ以後、両町はビューレナー・ラントに属している。パーダーボルンからアルメタールを通ってビューレンに至る鉄道が1895年に完成し、1900年にブリーロンまで延伸された。1898年にシュタインハウゼンを通る鉄道ゲーセケ - ビューレン線が開通した。1908年にビューレンに送電網が引かれた。

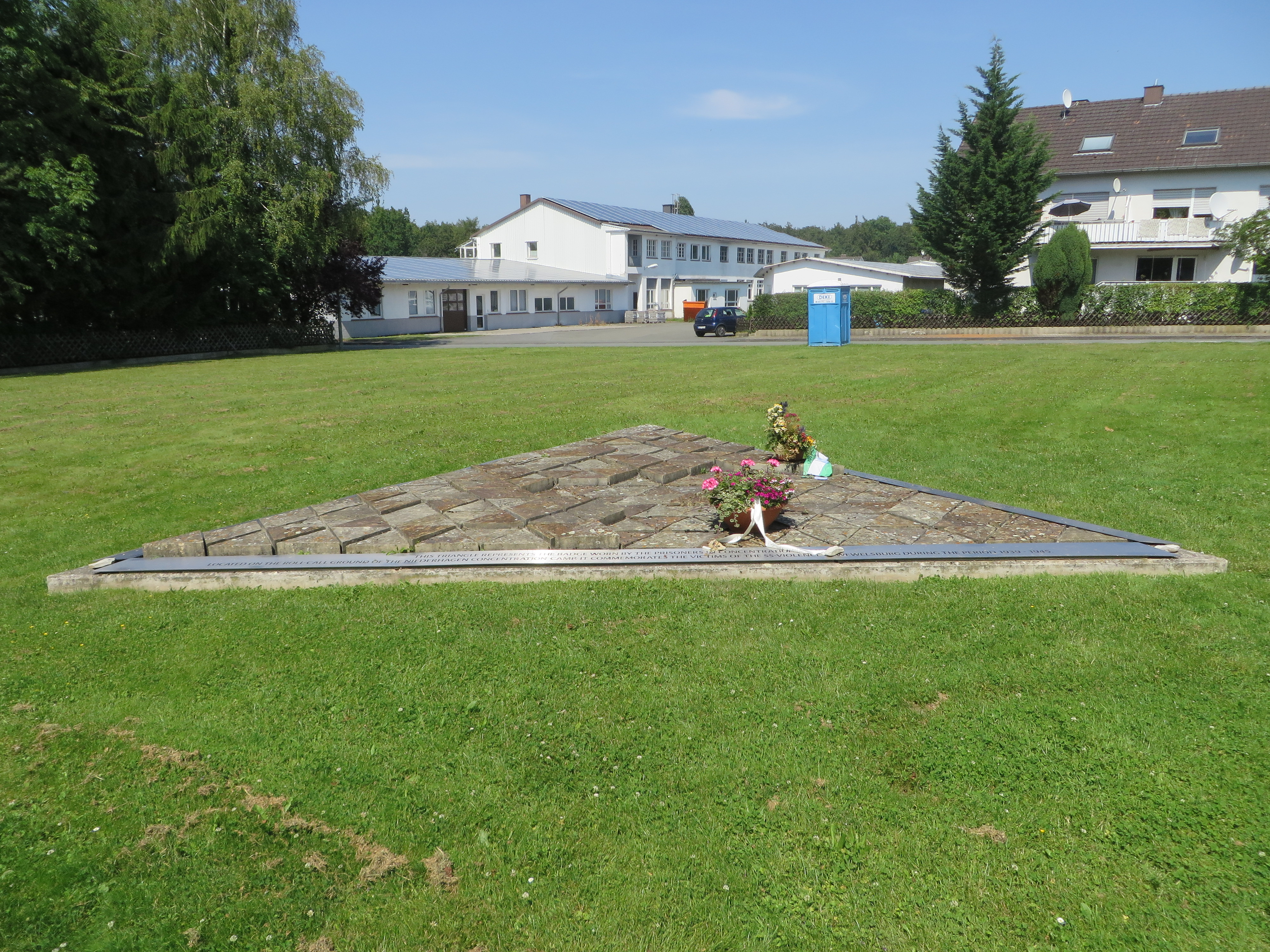
ニーダーハーゲン強制収容所跡

ヴェーヴェルスブルク城は、1940年以降ハインリヒ・ヒムラーによって国家社会主義のカルトセンターに改造され、ヴェーヴェルスブルク地区にニーダーハーゲン強制収容所が設けられた。1933年にヒムラーがヴェーヴェルスブルクの管理を任せたアドルフ・フォン・エーンハウゼンは本市の名誉市民になった。1945年の終戦前にこの施設の大部分が爆破された。アメリカ軍がビューレン市およびビューレン郡を国家社会主義から解放した。これに先立ち約 80人の親衛隊員が市から追放され、ビューレンは破壊を免れた。
1946年、我らの聖母姉妹団は、ビューレンで2校目のギムナジウムであるリーベフラウエンギムナジウムを開校した。1971年にはビューレン郡によってパーダーボルン/リップシュタット空港がアーデンに開港した。市町村再編により1975年にビューレン郡は廃止され隣接する郡と合併された。アルメタール鉄道パーダーボルン - ビューレン - ブリーロンは1980年に旅客運行を停止し、1984年には最終的に廃線となった。ビューレン刑務所は1994年に運用が開始された。

### 市町村合併
ザウアーラント/パーダーボルン法により、1975年1月1日にそれまでのビューレン郡が廃止されて隣接する郡と合併しただけでなく、それまでアムト・ビューレンに属していたアーデン、バルクハウゼン、ブレンケン、エックホフ、ハルト、ヘーゲンスドルフ、ジッディングハウゼン、シュタインハウゼン、ヴァイベルク、ヴァイネ、ヴェーヴェルスブルクが本市に合併した。これらの旧町村は現在でも活発なサークル活動で結びつき、独自性を保っている。

### 人口推移
| 年               | 人口（人） |
| ---------------- | ---------- |
| 1975 (12月31日)  | 17,353     |
| 1980 (12月31日)  | 17,534     |
| 1985 (12月31日)  | 17,923     |
| 1987 (5月25日) ¹ | 17,473     |
| 1990 (12月31日)  | 18,748     |
| 1995 (12月31日)  | 21,619     |

| 年              | 人口（人） |
| --------------- | ---------- |
| 2000 (12月31日) | 22,108     |
| 2001 (12月31日) | 22,194     |
| 2002 (12月31日) | 22,353     |
| 2003 (12月31日) | 22,297     |
| 2004 (12月31日) | 22,346     |
| 2005 (12月31日) | 22,152     |
| 2007 (10月31日) | 22,303     |
| 2012 (6月30日)  | 21,320     |

¹ 人口調査結果

## 行政

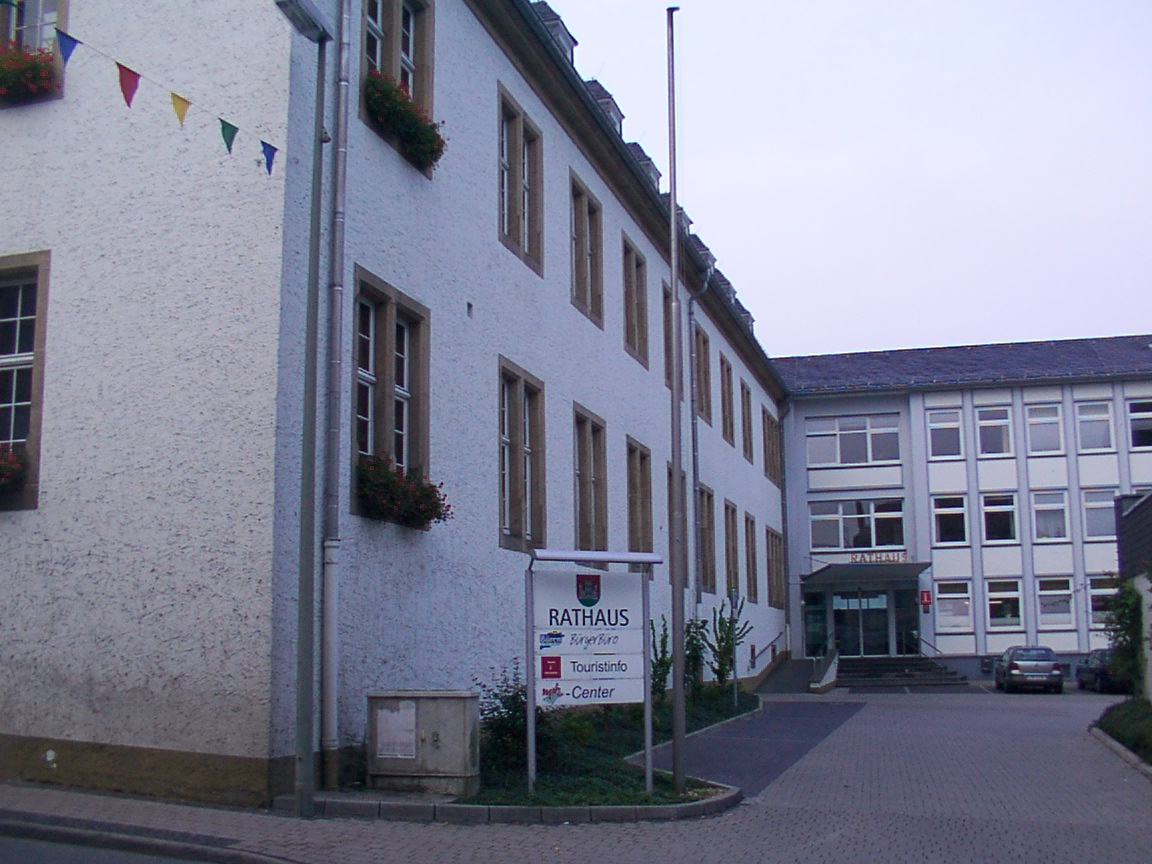
ビューレン市庁舎

### 市議会
ビューレン市議会は38議席からなる。これに市長が議長として加わる。

### 首長
2009年10月21日からブルクハルト・シュヴヒョウ (CDU) が市長を務めている。彼は2009年8月30日に 66.5 % の票を獲得して市長に選出された。2014年5月25日に選挙では 69.9 % の票を獲得して再選された。
市町村合併以後の市長を以下に列記する。
- 1975年 - 1989年　テオ・ベーレ (CDU)
- 1989年 - 1999年　フリートヘルム・カウプ (CDU)
- 1999年 - 2009年　ヴォルフガング・ルンゲ (CDU)
- 2009年 - 　ブルクハルト・シュヴヒョウ (CDU)

### 紋章と旗
1975年1月1日に行われた旧ビューレン市と11町村による新市成立以後、新しく設けられたビューレン市は新しい紋章を用いている。
1976年1月16日の文書でデトモルト行政管区長官はビューレン市に新しい紋章の使用を許可した。ビューレン市は同時に市の旗の使用許可も得た。
図柄: 赤地。緑の三峰性の山の上に胸壁を戴く3本の塔を持つ銀の城が描かれている。中央の塔の下側に解放された門のアーチがあり、その中に銀地で赤い菱形を連ねたシェブロンを描いた小盾。
菱形を連ねたシェブロンは17世紀までビューレンおよびその周辺地域を領したビューレン家の紋章に由来する。このデザインは旧ビューレン市、パーダーボルン郡、バート・ヴュネンベルク市の紋章に採用されている。旧アムト・ビューレンの紋章にもヴェーヴェルスブルクとともにビューレン家の紋章が見られる。
旗の図柄:

- 幟: 長辺に沿って赤地と白地に二分割。頂部に市の紋章
- 旗: 長辺に沿って赤地と白地に二分割。旗竿寄りに市の紋章

### 姉妹都市
- コルテマルク（オランダ語版、英語版）（ベルギー、ウェスト＝フランデレン州）1981年
- シャラントン＝ル＝ポン（フランス、ヴァル＝ド＝マルヌ県）1989年
- プレシニェ（フランス語版、英語版）（フランス、サルト県）1991年
- ミッタージル（ドイツ語版、英語版）（オーストリア、ザルツブルク州）1995年
- イグナリナ（リトアニア、ウテナ郡）2003年

1990年からブランデンブルク州の自治体バールート/マルクと行政協力関係にある。
プレニシェは、当時独立した町村であったヴェーヴェルスブルク市区と1965年から姉妹自治体関係にあった。市は1991年に公式に姉妹都市協定を締結した。
市民たちはサークルレベルや教会レベルで様々な形で姉妹都市と交流している。たとえばイグナリナからのグループはワールドユースデーに参加して最初の週をビューレンで過ごした。
消防団、音楽サークル、射撃クラブなどのサークルも定期的に姉妹都市と相互訪問を行っている。

## 文化と見所

### 演劇
ビューレン市立ホールの演劇ホールでは不定期にプロやアマチュアの劇団による演劇が上演されている。

### 博物館

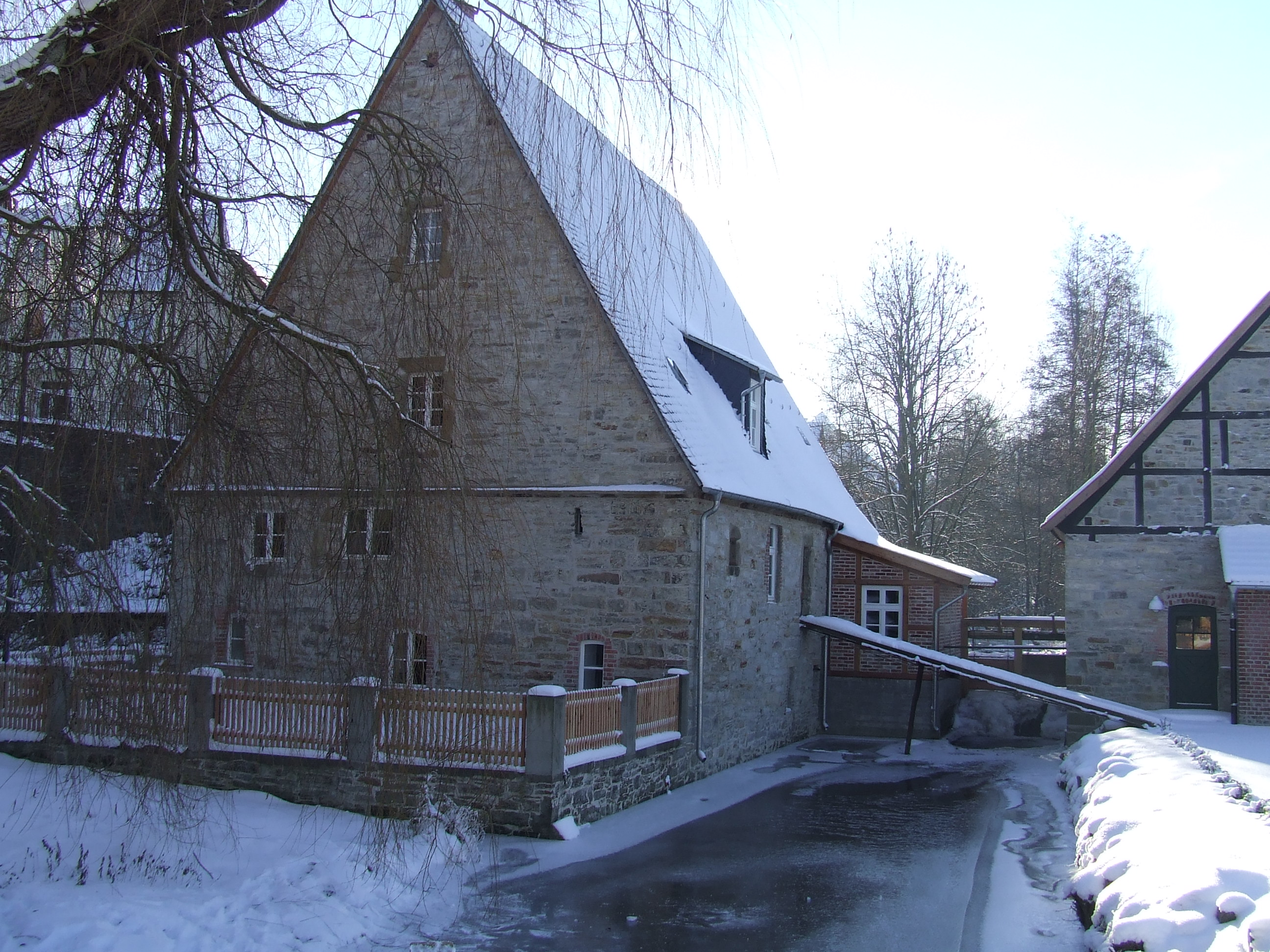
水車博物館になっているミッテルミューレ

ヴェーヴェルスブルクにはパーダーボルン郡の郡立博物館があり、中世の城郭史やSSのテロルやカルトの時代、ドイツ人追放をテーマにした展示もある。
ビューレン中核部には、クレフナー通りの学校センターの学校博物館と通信博物館がある。かつてのミッテルミューレ（直訳すると「中央水車」）は水車博物館に改造された。

### 音楽
ビューレンには全部で33の合唱団、音楽サークル、楽隊と、郡立音楽学校がある。ファンファーレ隊「プリンツ・レーゲント」はビューレン地方で唯一の存在である。合唱団と音楽サークルは通常年に1回コンサートを行っており、地元の射撃祭や礼拝の際に演奏している。

### 建築

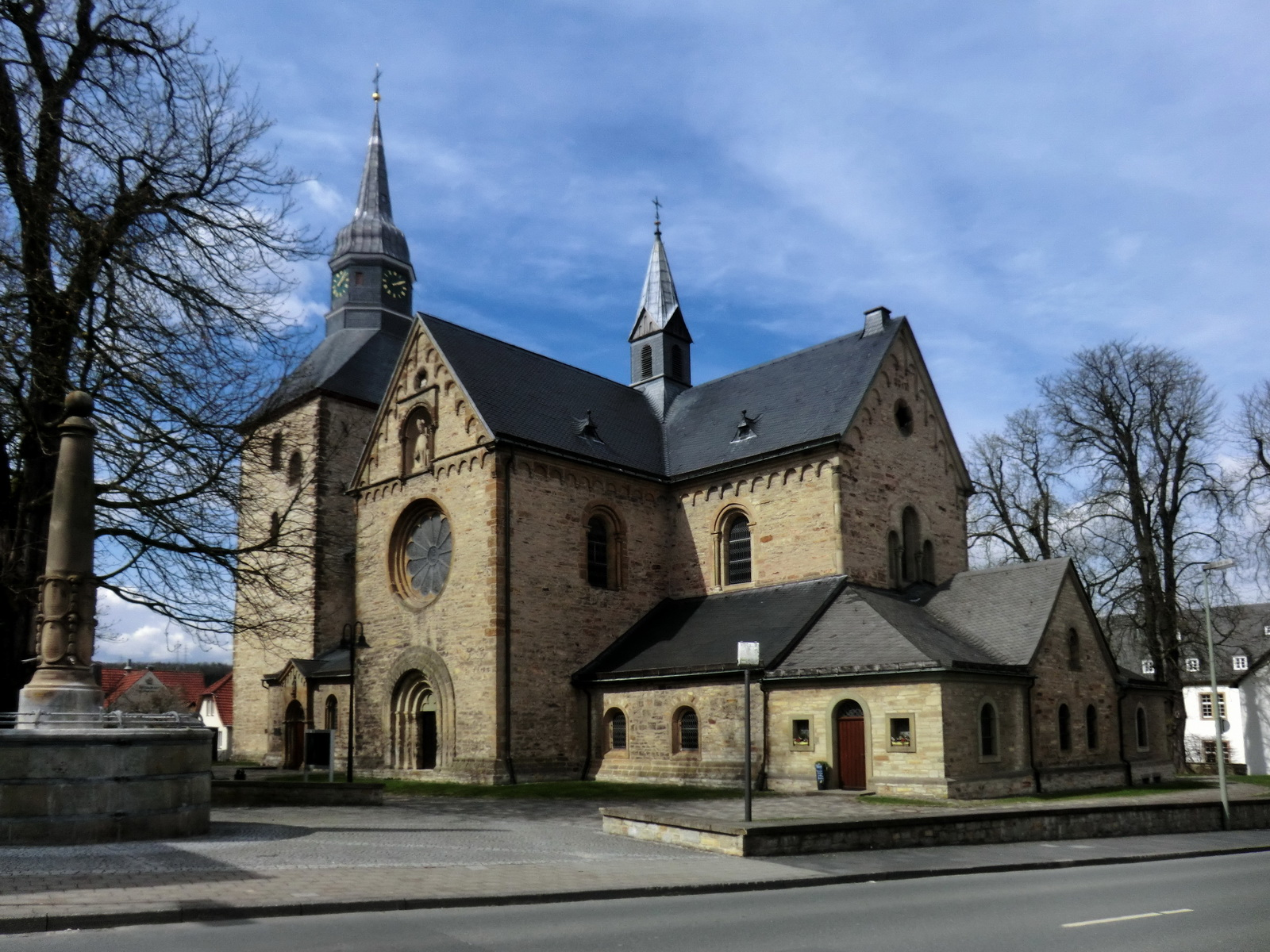
聖ニコラウス教会

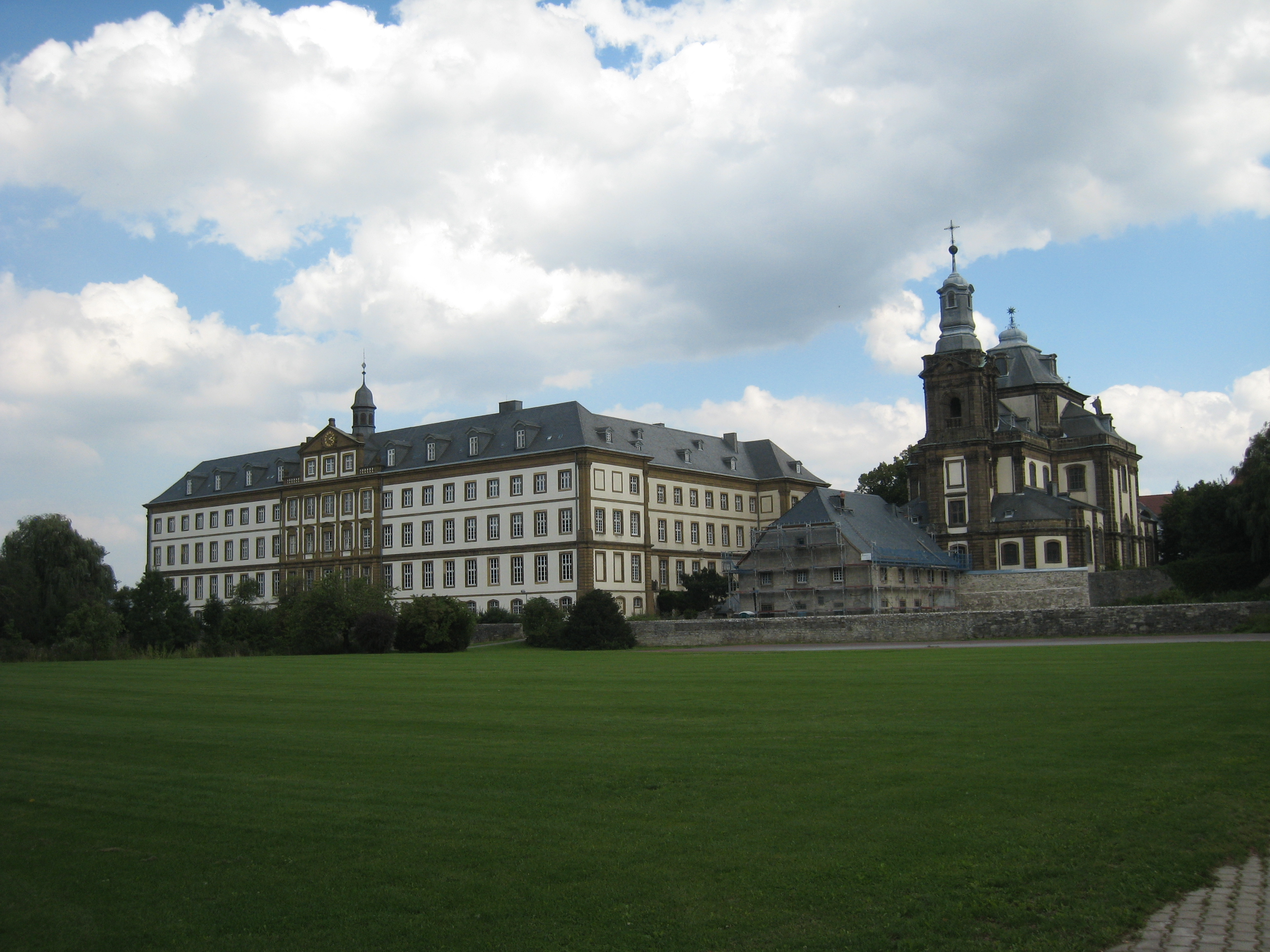
旧イエズス会神学校。現在のマウリティウス＝ギムナジウム

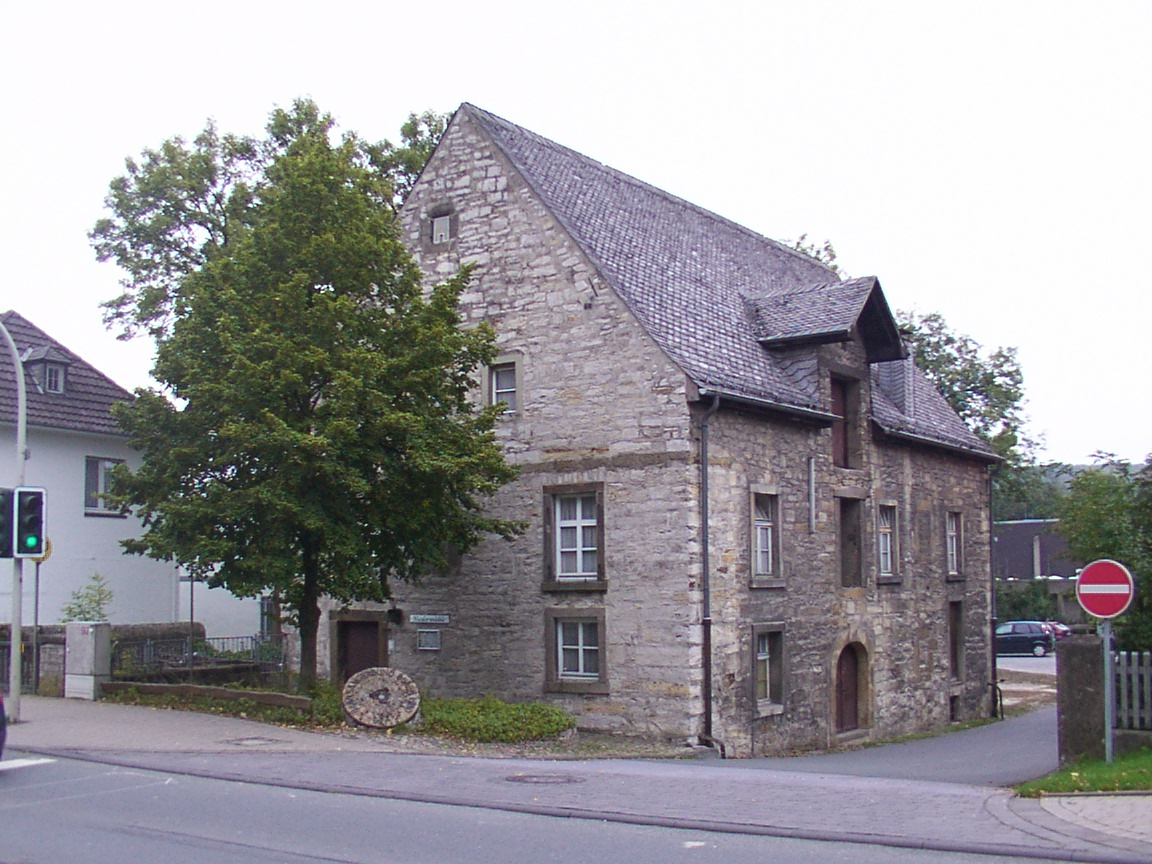
ニーダーミューレ

- カトリックの教区教会聖ニコラウス教会: 西塔を有する十字型の平面図を持つバシリカは1220年に初めて記録されている。この建物は19世紀に改築された。調度には、15世紀末、後期ゴシック様式の聖体安置塔（ドイツ語版）、1600年頃の講壇、1744年製のバロック・オルガンがある。オルガンは元々ベッデーケン修道院のために製作されたものである。
- イエズス会教会「汚れなきマリア」教会
- 旧イエズス会神学校: この建物は1719年から1728年までの間にイエズス会によってバロック様式で建設された。この建物には現在マウリティウス＝ギムナジウムが入居している。
- 市庁舎: 多棟式のこの建物はビューレン貴族家の未亡人の隠居所として用いられていた。1661年にモーリッツ・フォン・ビューレンの死後、遺産はイエズス会に引き継がれた。イエズス会は初めここに拠点を置いた。この建物は全体が新たに建て替えられたようだ。中庭に向かう出口のアーチには1664年の銘が遺っている。1802年/1803年にプロイセンの国有財産となり、1806年にクヴィッケン薬局に貸し出された。1933年にビューレン郡がこの建築群を取得した。1975年までこの建物はビューレン郡の郡庁舎であった。現在は市庁舎として使われ、さらに職業安定所、警察派出所、パーダーボルン郡支所が入居している。
- 旧十分の一税倉庫: マンサード屋根を戴くこの漆喰塗りの石造建築は、中核部分は16世紀、大部分は1720年頃に新しく建造されたものである。この建物は長い間財務管理役場および森林管理役場として利用されていた。ニーダーミューレ、神学校、隣接する18世紀の店舗（現在のカフェ・シュティルブルーフ）とともに都市建築上印象深い建築アンサンブルを形成している。
- ミッテルミューレ: 急勾配の切妻屋根を戴くこの石造建築は1532年に建造されたもので、ビューレン内市街で最も古い世俗建築とされている。この建物は現在、ビューレン郷土協会によって郷土館を伴う博物館に改築されている。
- 旧ニーダーミューレ: 切妻屋根を戴くこの3階建て石造建築の最も古い部分は1537年に建設された。この建物は、ニーダーミューレ市民文化活動の枠組みで、特に音楽会に利用されている。
- 市の中心部では、特に1960年代から70年代に行われた数多くの取り壊しによって現存する古い住居建築はわずかである。その中で際だった建築がマルクト14番地の建物である。半切妻屋根を戴くこの木組み建築のディーレンハウス[訳注 1]は、入り口の梁に1608年の銘を持つ。これは本市に遺る最も古い家屋建築である。ただし1階部分は店舗として使うために大きな改造を受けている。ジュートマウアー20番地は半地下階の上に建つ2階建ての木組み建築で、19世紀に造られた。バーンホーフ通り2番地は、1840年から1850年に建てられた寄棟造り3階建ての大きな建物である。店舗として利用するために、1階の半分が1901年に開放された。建築様式が特に興味深いのがカペレン通り8番地である。これは1873年に2戸続きの住宅として建設された。この建物は横向きのクヴェールデーレンハウスであり、左側の出入り口は後に設けられたものである。
- 都市防衛施設では、2本の塔と市壁の遺構が遺されている。
- ヴェーヴェルスブルク城は、ビューレン地方の象徴的建造物である。また親衛隊の聖地でもあり、親衛隊名誉リングの保持者が戦死した場合は指輪は回収されここに安置された。
- リンゲルシュタイン城趾: ヘクセンケラー（地下倉庫）を有する。この城趾の名前の由来となったリンゲルシュタイン集落は、アルメ川上流部の尾根に位置しており、現在はハルト市区に含まれている。ハルト＝リンゲルシュタイン城趾ではビューレン領主家が1400年頃に建造した城砦の遺構を見学することができる。
- ビューレン刑務所: ヨーロッパ最大の刑務所である。廃止されたNATO軍兵舎跡の敷地に1994年に運用が開始された。
- 旧ベッデーケン修道院: ヴェーヴェルスブルク城近くに存在するこの修道院は、聖マイノルフによって創建され、現在は学生寄宿舎となっている。グート・ベッデーケン周辺にはこの他に兵士墓地を含む「平和の谷」がある。
- グート・ホルトハウゼン: 旧シトー会ホルトハウゼン女子修道院は1243年にビューレン領主によって創建された。現存する修道院教会とかつての修道院の建物は、元々あった中世の建物の一部を転用して1700年頃にバロック様式で建設された。現在は個人所有となっている。修道院の礼拝堂にはビューレン領主家の人々が埋葬されている。

- 聖ニコラウス教会の講壇
- イエズス会教会
- リンゲルシュタイン城趾
- 旧ベッデーケン修道院
- グート・ホルトハウゼン

### 自然文化財
ビューレン市内には11の自然保護区が指定されている。1,515.7931 ha のビューレン近郊の森と 1,232.6710 ha のライベルクの森が最も広い自然保護区である。

### スポーツと余暇
ビューレン市には2つの屋外プールがある。1つはハルトとヴァイベルクとの間、もう1つはビューレン市区にある。この他の屋内プールが1つある。ほとんどの市区ごとにサッカークラブとグラウンドがある。例外はバルクハウゼンとアイックホフである。ビューレン中核市区のサッカークラブ SV 21 ビューレンは陸上競技部門を持っている。TV 13 ビューレンは、体操、バレーボール、卓球、バスケットボール、縄跳び、キックボクシングの部門を有している。キックボクシング部門と縄跳び部門はドイツチャンピオンやヨーロッパチャンピオンを輩出している。学校の体育館はクラブ・サークル活動にも利用されている。ビューレン中核市区にはオストヴェストファーレン地方（デトモルト行政管区）で最も古いテニスクラブが存在する。1948年に設立された TC ブルー＝ヴァイス・ビューレンは、ベンネンベルクに8面のコートを有している。
ビューレンのシュターディオン・ブルーフスの近くにビューレン市民射撃協会 (BSV) の射撃場がある。BSV の射撃競技部門は様々な競技種目で定期的に世界チャンピオンや準世界チャンピオンを輩出している。ビューレン西工業地域にはカートサーキットやペイントボールのフィールドがある。2007年の年始以降、多彩なイベントや文化プログラムのためのニーダーミューレ文化運動がなされている。

### 年中行事
市区ごとの射撃祭の他に、毎年、市祭や9月最終週のオクトーバーマルクトが開催されている。ニコラウスマルクトは12月6日前後の週末に開催される。この他には、毎年5月にドイツ全土からハイカーが集まる「ビューレン散策の日」がある。

### 名物料理・食材
ビューレンには、地元で有名な酒が2つある。薬草酒として知られるビューレナー・ラーツトロフェンとキャラウェーで造ったフルーツブランデーのビューレナー・モーリッツブラントである。後者はビューレン領主家最後の当主に献げられた。

### クラブ・サークル
ビューレン郷土協会は1987年に創設された。この協会の目的は、市史の研究と普及、文化財の保護、ビューレンの習俗の保存である。この郷土協会は現在、修復されたビューレンのミッテルミューレに入居している。
聖ゼバスティアン兄弟団はおそらくビューレンで最も古い協会である。この組織は1490年に設立されたが、その母体は12世紀にまで遡る。兄弟団は、10年以上ビューレンに居住するすべてのキリスト教徒を受け容れていた。中世には「ゼバスティエナー」が市の警備を担っていた。このため、2007年から射撃祭では古い警備隊の衣装を身につけた射撃手がパレードを行っている。
1816年にビューレン郡が創設されて以後多くのプロテスタント信者がビューレンに住みついた。兄弟団に参加できない彼らは1828年にビューレン市民射撃団を設立した。これ以後ビューレンには2つの射撃協会が存在している。兄弟団は約 400人、市民射撃団は約 2,000人の会員を擁している。
1958年にハーレン射撃協会の主導下でビューレン郡射撃連盟が発足した。これは旧ビューレン郡の全協会が加盟可能である。

## 経済と社会資本

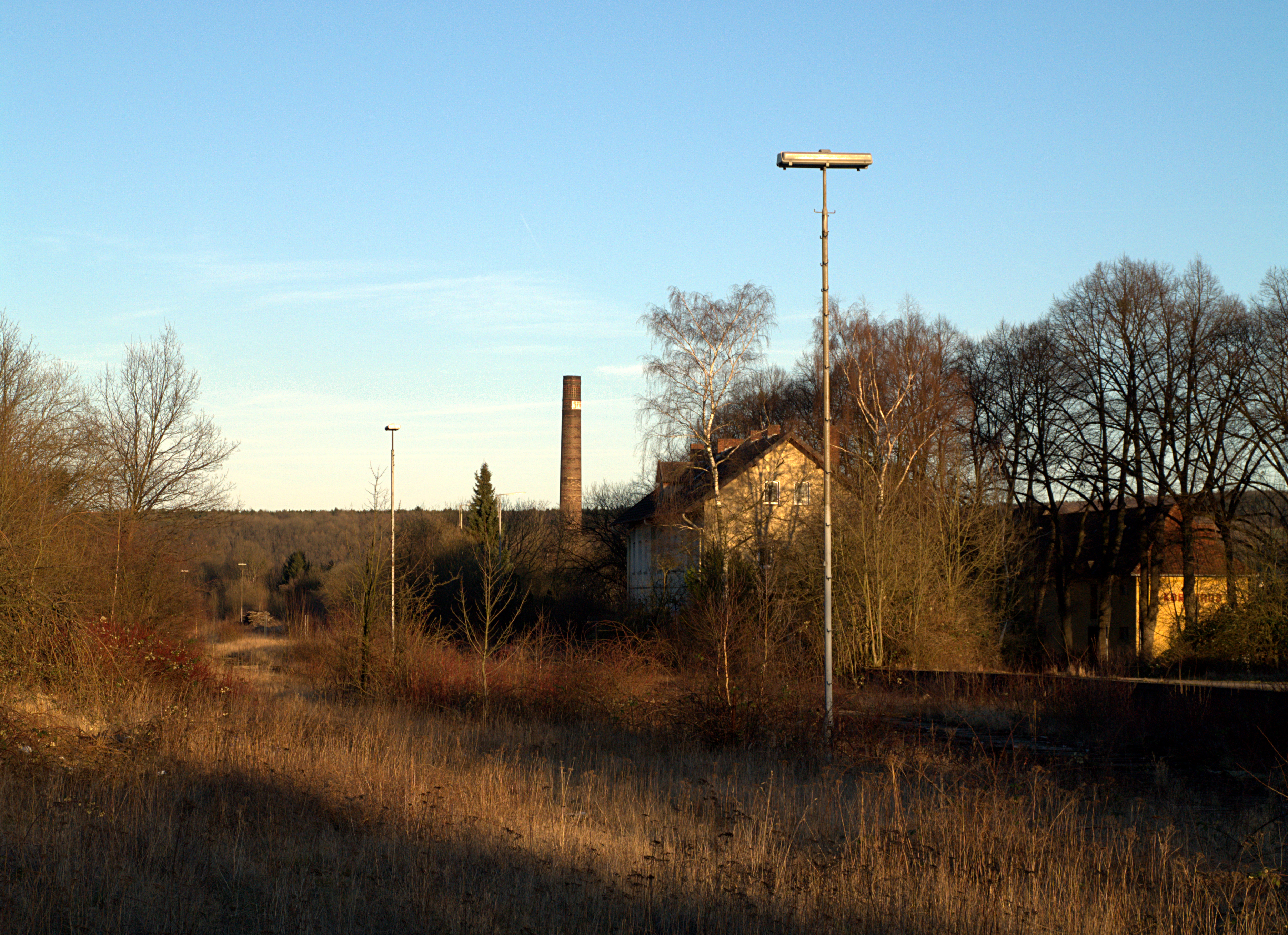
ビューレン (ヴェストファーレン) 駅舎跡

### 交通
- バス: 本市はパーダーボルン＝ヘクスター近郊交通連盟のサービス提供地域に属している。パーダーボルン行きおよびゲーセケ行きのバスが1時間ごとに運行しおり、ブリーロン行きはアルメで乗り換える通学バスが散発的に運行している。ザルツコッテンへは通学バスがあるだけである。ヴェーヴェルスブルクにバスで行くには、パーダーボルン/リッペ空港で乗り換える。
- 鉄道: この街にはかつて、パーダーボルン、ゲーセケ、ブリーロンへ行く鉄道路線が通っていた。ブリーロン行きの軌道は整備がなされており、保存鉄道が運行するアルメタール鉄道の一部となっている。
- 道路: アウトバーン A44号 ドルトムント - カッセル線が市内を東西に通っている。ヴュンネンベルク＝ハーレン・ジャンクションで A33号線が分岐し、ビーレフェルト付近で A2号線に合流する。
- 航空: 市内のアーデン地区に地方空港のパーダーボルン/リップシュタット空港（ドイツ語版、英語版）がある。この他にアエロ・クラブ・リップシュタット e.V. と アエロ・クラブ・ビューレンが使用するグライダー用空港も市内にある。

### メディア
パーダーボルン郡およびヘクスター郡向けのローカル・ラジオ局「ラジオ・ホーホシュティフト」は 88.1 MHz あるいは 104.8 MHz で放送している。日刊紙は、ノイエ・ヴェストフェーリシェとヴェストファーレン＝ブラットがそれぞれビューレン地方向けの地域面を有している。さらにパーダーボルン大司教区では年に4回、パーダーボルン郡およびヘクスター郡向けに地方史、文学、芸術に関する記事を掲載した季刊誌「ディー・ヴァルト」が刊行されている。
2011年から中間層向けの雑誌「ファセッテ」はパーダーボルン/リップシュタット空港前に編集部を置いている。この雑誌は月刊で、約3万部が刊行されている。

### 公共機関

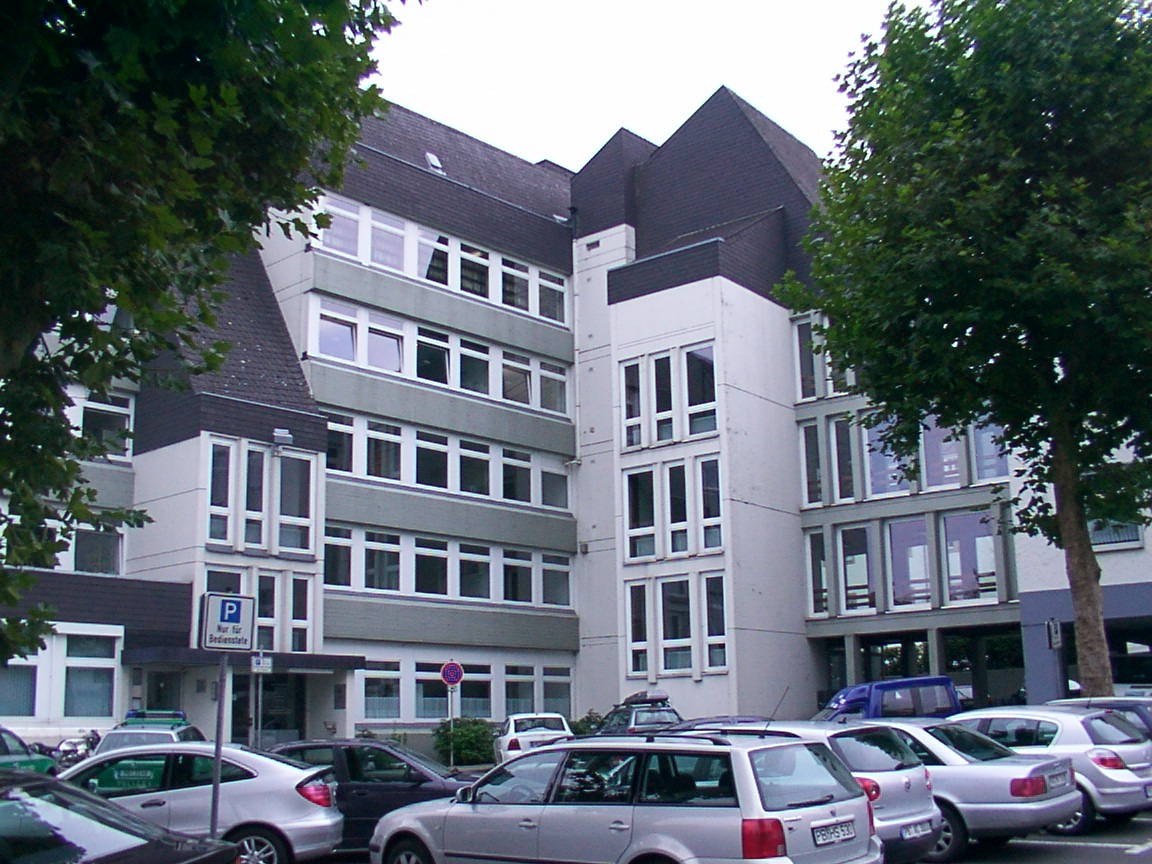
パーダーボルン郡ビューレン支所

旧郡庁舎の建物にはビューレン市役所の他に、パーダーボルン郡の小さな支所（文化課ほか）、連邦雇用庁、警察署が入居している。ビューレンにはこの他に郡立文書館とビューレン市立文書館がある。
ビューレン市近郊にはドイツ最大の刑務所であるビューレン刑務所がある。この刑務所は旧NATO軍兵舎にある。
ビューレン市は市立屋内プールと、ビューレンおよびハルト/ヴァイベルクの2つの屋外プールを運営している。

### 教育

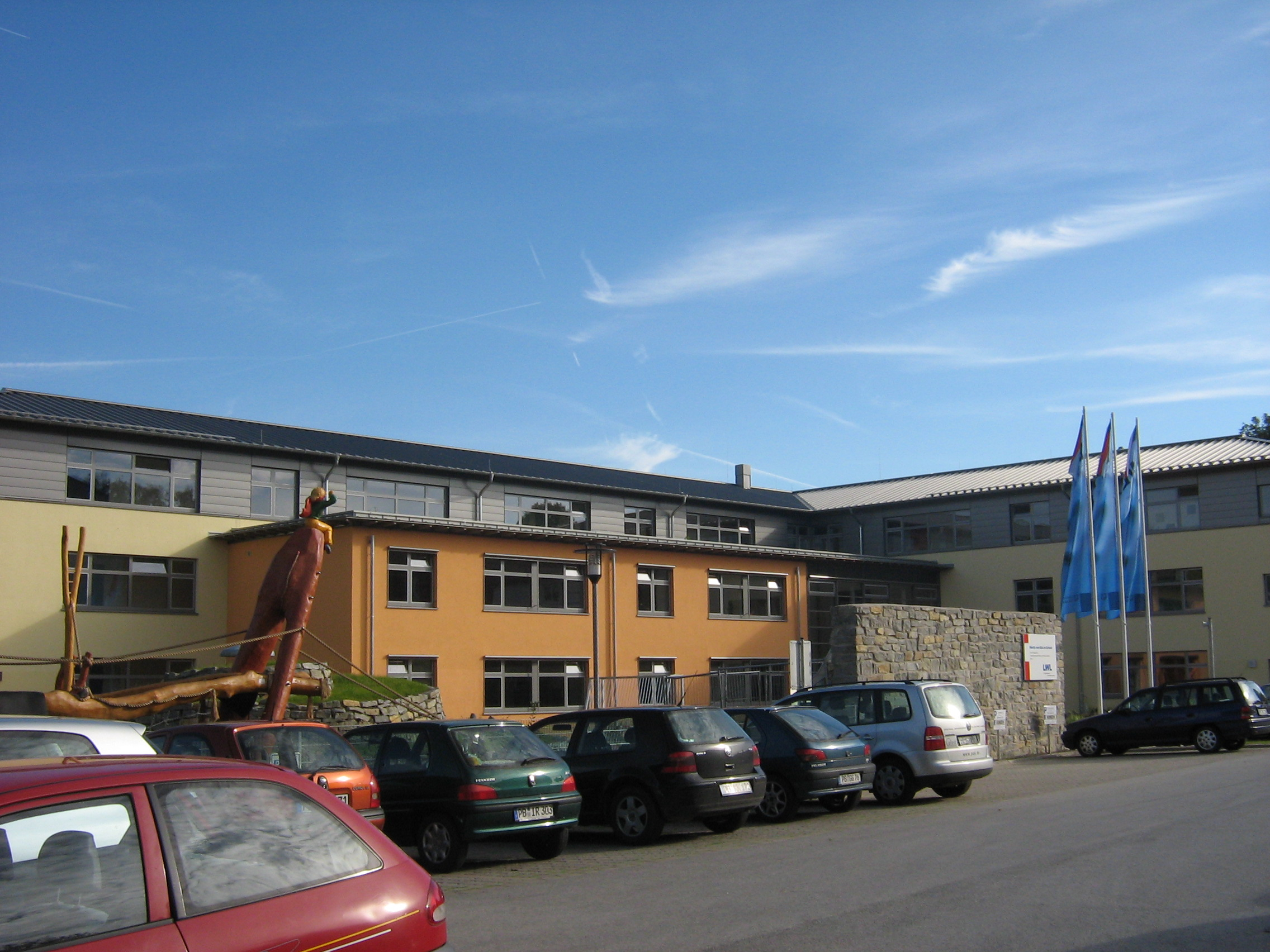
モーリッツ＝フォン＝ビューレン＝シューレ

ビューレン市内には、基礎課程学校5校（ヴェークヴァルテ私立基礎課程学校連合、リンデンホーフ基礎課程学校、アルメタール・アーデン/ブレンケン/ヴェーヴェルスブルク学校連合本課程学校、カトリック基礎課程学校シュタインハウゼン、私立寄宿制グート・ベッデーケン基礎課程学校）、本課程学校2校（ミューレンカンプシューレ・ビューレン、ニーデルンツードルフ/ヴェーヴェルスブルク本課程学校）、実科学校1校（ハインツ＝ニクスドルフ実科学校）、ギムナジウム2校（マウリティウス＝ギムナジウム、リープフラウエンギムナジウム）、養護学校2校（モーリッツ＝フォン＝ビューレン＝シューレ、アルメシューレ）がある。2014年10月15日現在、この街には280人の教師と3,611人の児童・生徒がいた。このうち893人が基礎課程学校、267人が本課程学校、491人が実科学校、1,596人がギムナジウム、259人が養護学校に属していた。また、職業学校 2校（ルートヴィヒ＝エルハルト職業補習高等専門学校、リヒャルト＝フォン＝ヴァイツゼッカー職業補習高等専門学校）もある。

#### 森林学校
ビューレン市は森林学校を運営している。この施設は街に近い狩猟小屋を森林学校に改変したものである。その目的は一般の学校の児童・生徒を森との自然な関係を引き寄せることである。ここでは地域的な特殊性に配慮した適切な学習資材が使用されている。年間約800人の生徒がこの施設を利用している。市内の12校がここでの特別授業を採用している。

#### 市民大学
ビューレン市は、バート・ヴュネンベルク、ビューレン、デルブリュック、ヘーフェルホーフ、ザルツコッテン市民大学目的連合に加盟している。

### 保育
ビューレン市内には保育・託児施設が15施設ある。そのうち、シュタインハウゼン市区のクリストフェルス幼稚園とビューレン市区のファミリーセンター「エマウス」が特に優れている。ブレンケン、ハルト、シュタインハウゼン、ヴェーヴェルスブルクの託児施設と、ビューレンの幼稚園4園がキリスト教会によって運営されている。アーデン、ヘーゲンスドルフ、ジッディングハウゼン、シュタインハウゼン、ヴァイベルク、ヴァイネ、ビューレンの施設はビューレン市が運営している。

### 青年集会所
ビューレンの他、シュタインハウゼンとヴェーヴェルスブルクにも青年集会所がある。その他の市区では、多くの場合サークルや教会組織が青少年保護活動を行っている。ビューレンの青年集会所は2011年に新設されたもので、2つの施設を包含している。「トレフプンクト 34」は約 300 m2 の供用面積がある。

### 移動図書館
パーダーボルン郡の移動図書館は1971年にビューレン郡によって創設されたもので、これ以降、市内やパーダーボルン郡の市町村の小集落を巡回している。3週間周期で、46集落77地点を回る。雑誌、ビデオ、CD、音楽カセット、CD-ROM、様々なソフトウェアのディスクなどが貸し出されている。
早くから図書館に通うべき青少年が移動図書館利用者の約 60 % を占める。

### 地元企業
- ベッカー・アウトマティジールングステクニーク GmbH、オートメーション技術、ロボットシステム、機械製造、多関節ロボット
- BHK コットマン、ラミネート加工床材および天井化粧板製造
- ビューレナー・マシーネンファブリーク GmbH、コンベア、フィルター装置、ダイカスト部品製造
- CP アウトシュポルト GmbH、自動車レース競技用コンポーネントの開発・製造
- EMG（エンジニアリング＆機械製造GmbH）、様々な工業分野の施設、機械、装置の製造
- HEGGEMANN AG、自動車、航空機、宇宙船の金属コンポーネントの開発、製造
- グントラム・ハイネルトGmbH & Co. KG、事務用品、包装材料の製造
- パウリGmbH、住宅、農業建築、工場建設用の既成コンクリート部品製造
- シュペディティオーン・フリードリヒ・ビールマン、流通業
- UNITY AG、企業戦略、作業プロセス、技術及びシステムに関する工業企業コンサルタント
- デクス・ハンデルスGmbH、オーブン、蒸し器、調理器具
- ハインリヒス GmbH、壁紙、カーテン、塗料、フロア材料、壁絵・塗装
- BVH ブスフェアケール・ホルンシュー、路線バス、スクールバス、貸し切りバス運行会社

### 健康・保健
ビューレンおよびその周辺には12院の一般診療のクリニックがあり、このうち6院は3つの診療科を備えている。
この他に、眼科、咽喉科、耳鼻科、内科、小児科、皮膚科、精神科、整形外科のクリニックがそれぞれ1院ある。産婦人科のクリニックも2院ある。さらに歯科医院も10院あるが、そのうち6院は3つの診療科を兼ねている。
こうしたクリニックの他に、2010年10月まで聖ニコラウス病院があった。この病院は循環器、肺、消化器、腎臓、代謝、血液および造血器官、内分泌、リウマチ疾患を対象とする病院であった。ハンブルクに本部を置くマーザイレ＝クリニーケンAGに属す病院で、職員数 70人、ベッド数 60床、年間約 4,450人の入院患者を治療していた。2010年10月14日に最後の患者が退院し、この病院は閉鎖された。
2011年2月1日からビューレンに救急科が設けられ、週末や祝祭日に診療を行っている。

### 救助組織
ビューレンにはドイツ人命救助協会の地域支部がある。この地域支部は1936年に発足した。技術救済機関のビューレン地域連盟は1964年に設立され、ハルト＝リンゲルシュタインに拠点を構えている。この他にドイツ赤十字社およびマルタ救助サービスもビューレンに支所を置いている。消防団はビューレンの各市区にある。パーダーボルン郡の郡消防センターは、ビューレン市内のパーダーボルン/リップシュタット空港前にある。

## ビューレン市民団
ビューレン市民団は2000年秋に設立され、ビューレン市民のボランティア活動を奨励、総括している。

### 実施プロジェクト
- ビューレン・ブリュート・アウフ（直訳すると「ビューレンは花開く」）: 市の外観を綺麗にするために、市民団は3万個以上のスイセンの球根を植えた。他の運動もこれに続く予定だが、詳細は明らかにされていない。
- ハインリヒ＝シュタインブレヒャー基金: この基金は 5万ユーロの資産を持ち、市民団によって運営されている。市民団とこの基金の目標は都市景観の改善をもたらすプロジェクトである。このために市で最も美しい公園を競うコンテストが行われる。また、「ビューレンス・ベステ」（直訳すると「ビューレンの最も優れた人」）活動もハインリヒ＝シュタインブレヒャー基金によって支援されており、この活動に対して大きな貢献があったと認められた若者を表彰している。
- ニーダーミューレ文化活動: ビューレンのニーダーミューレは、やはりボランティアによって文化施設に改造された。ここではキャバレーや演劇が上演されている。音楽グループもしばしば出演する。夏休みには青少年向けの映画プログラムも企画されている。
- アルメ河畔の改造: 「Büren kann man spüren」（直訳すると「ビューレンは人を感じることができる」）の標語の下、2007年にアルメ河畔の改造が始まった。マウンテンバイクのコースが設営され、チベットブリュッケ[訳注 2]が架けられ、裸足の小径が設けられ、バレーボールやバスケットボールのコートが造られた。このプロジェクトは連邦レベルのコンクールで優勝し、照明塔プロジェクトのために15,000ユーロが計上された。

### 支援活動
市民団は、教育、しつけ、国際協調、芸術、文化、学術、研究、少年保護・補導、老人介護、環境・自然保護、郷土文化・習俗の保護といった分野の公益プロジェクトを支援しており、加盟者の入会金やその他の寄付で形成された資産の利子を支援の財源としている。ボランティアが大部分を占めること、世代を超えた市民による自主運営であること、ビューレン市に関係したプロジェクトであることが支援のための前提条件である。

## 人物

### 出身者
- ミヒャエル・ヘンケ（ドイツ語版、英語版）（1967年 - ）サッカー選手、トレーナー

### 訳注
1. ↑  低地ドイツ地方の建築様式で、玄関から建物を貫いて天井の高い中央廊下 (= Diele) を通した比較的大規模な家屋である。
2. ↑  歩行者用の細い吊り橋

### 引用
1. ↑  Bevölkerung der Gemeinden Nordrhein-Westfalens am 31. Dezember 2023 – Fortschreibung des Bevölkerungsstandes auf Basis des Zensus vom 9. Mai 2011
2. ↑  Max Mangold, ed (2005). Duden, Aussprachewörterbuch (6 ed.). Dudenverl. p. 223. ISBN 978-3-411-04066-7
3. ↑  Geowissenschaftliche Gemeindebeschreibungen NRW - Büren（2016年3月4日 閲覧）
4. ↑  Erdwärme nutzen: Geothermiestudie liefert Planungsgrundlage（2016年3月4日 閲覧）
5. 1 2 3  Information und Technik Nordrhein-Westfalen: Kommunalprofil Büren, Stadt（2016年2月21日 閲覧）
6. ↑  Hauptsatzung der Stadt Büren（2016年3月4日 閲覧）
7. ↑  Büren - Zahlen, Daten und Fakten über die Stadt Büren !（2016年3月4日 閲覧）
8. ↑  Hermann Gottfried Gengler: Regesten und Urkunden zur Verfassungs- und Rechtsgeschichte der deutschen Städte im Mittelalter. Erlangen 1836, S. 439–442.
9. ↑  ノルトライン＝ヴェストファーレン州内務・自治省: Gesetz zur Neugliederung der Gemeinden und Kreise des Neugliederungsraumes Sauerland/Paderborn (Sauerland/Paderborn-Gesetz)（2016年3月6日 閲覧）
10. ↑  Statistisches Bundesamt (Hrsg.): Historisches Gemeindeverzeichnis für die Bundesrepublik Deutschland. Namens-, Grenz- u. Schlüsselnummernänderungen bei Gemeinden, Kreisen u. Reg.-Bez. vom 27.5.1970 bis 31.12.1982. Kohlhammer, Stuttgart/Mainz 1983, ISBN 3-17-003263-1, S. 320.
11. ↑  IT NRW: Bevölkerung im Regierungsbezirk Detmold, abgerufen am 18. Januar 2013.
12. ↑  ノルトライン＝ヴェストファーレン州選挙管理局: 2014年5月25日のビューレン市議会議員選挙結果（2016年3月6日 閲覧）
13. ↑  ノルトライン＝ヴェストファーレン州選挙管理局: 2009年8月30日のビューレン市長選挙結果（2016年3月6日 閲覧）
14. ↑  ノルトライン＝ヴェストファーレン州選挙管理局: 2014年5月25日のビューレン市長選挙結果（2016年3月6日 閲覧）
15. ↑  Büren - Partnerstädte（2016年3月6日 閲覧）
16. ↑  Heimatverein Büren e.V.（2016年3月9日 閲覧）
17. ↑  St. Sebastian Bruderschaft Büren（2016年3月9日 閲覧）
18. ↑  Bürener Bürgerschützenverein 1828 e.V.（2016年3月9日 閲覧）
19. ↑  Kreisschützenbund Büren 1958 e.V.（2016年3月9日 閲覧）
20. 1 2  Büren - Schulen（2016年3月9日 閲覧）
21. ↑  Büren - Waldschule im Bürener Land（2016年3月9日 閲覧）
22. ↑  Jugendpflege der Stadt Büren（2016年3月11日 閲覧）
23. ↑  Bürgerstiftung Büren（2016年3月11日 閲覧）